# Werner Gramberg
Werner Gramberg (* 26. Juli 1896 in Lyck; † 4. September 1985 in Hamburg) war ein deutscher Kunsthistoriker.

## Leben
Gramberg, Sohn des Verwaltungsjuristen Arthur Gramberg und dessen Frau Anna (geborene Ganzert). Er besuchte das humanistische Gymnasium in Gumbinnen und anschließend das königliche Friedrichskollegium in Königsberg, an dem er 1917 sein Abitur ablegte; unterbrochen wurde die Gymnasialausbildung durch seine Teilnahme am Ersten Weltkrieg von 1914 bis 1918. Er studierte zunächst ab 1919 in Königsberg und München und war von 1921 bis 1924 im Kunsthandel tätig. Anschließend studierte er Kunstgeschichte in Berlin, Wien und Freiburg und wurde 1928 in Freiburg im Breisgau bei Hans Jantzen und Walter Friedlaender promoviert. 1932/33 war er Stipendiat an der Bibliotheca Hertziana in Rom. Im Mai 1933 scheiterte die ihm zugesagte Anstellung als Kustos für italienische Plastik am Kaiser-Friedrich-Museum in Berlin auf Grund der nichtarischen Abstammung seiner Frau. Emigrationsversuche scheiterten, er lebte unter schwierigen Bedingungen mit seiner Familie in Berlin.
1949 wurde er Leiter des Münzkabinetts der Hamburger Kunsthalle, von 1951 bis zu seiner Pensionierung 1960 war er dort Leiter der Skulpturenabteilung und stellvertretender Direktor. Daneben lehrte er ab 1957 als Honorarprofessor für Kunstgeschichte und ab 1969 als Professor (§ 73 UniG) für Kunstgeschichte an der Universität Hamburg.
Sein Spezialgebiet war die italienische Plastik. Er verfasste unter anderem die Beiträge zu Guglielmo, Theodoro und Tommaso della Porta für das Allgemeine Lexikon der Bildenden Künstler von der Antike bis zur Gegenwart.

## Schriften (Auswahl)
- Giovanni Bologna. Eine Untersuchung über die Werke seiner Wanderjahre (bis 1567). Libau 1936 (zugleich Dissertation Freiburg im Breisgau 1928, Digitalisat).
- mit Gert Hatz: Eine Kulturgeschichte der Münzen und des Münzwesens. Urbes Verlag, Hamburg 1957, OCLC 315146414.
- J. G. Schadow, Die Gruppe der Prinzessinnen (= Reclams Werkmonographien). Reclam, Stuttgart 1961.
- Die Düsseldorfer Skizzenbücher des Guglielmo della Porta. Gebr. Mann, Berlin 1964, OCLC 906593952.